# Selliguea taeniophylla
Selliguea taeniophylla är en stensöteväxtart som först beskrevs av Edwin Bingham Copeland och som fick sitt nu gällande namn av Barbara S. Parris.
Selliguea taeniophylla ingår i släktet Selliguea och familjen Polypodiaceae. Inga underarter finns listade i Catalogue of Life.